# کریگ بنسون
کریگ بنسون (انگلیسی: Craig Benson؛ زادهٔ ۳۰ آوریل ۱۹۹۴) ورزشکار ورزش شنا اهل بریتانیا است.
وی در مسابقات کشوری و بین‌المللی در مجموع برندهٔ ۲ مدال برنز شده‌است.